# Центральный Дарфур
Центральный Дарфу́р (араб. وسط دارفور‎, англ. Central Darfur) — одна из 18 провинций Судана.
Административный центр — город Залингей.
Граничит с Северным Дарфуром на севере, с Западным Дарфуром и Чадом на западе, с Южным Дарфуром на востоке, а также с ЦАР на юге. Центральный Дарфур — часть Дарфурского конфликта.
Провинция была создана в январе 2012 года путём выделения из состава провинции Западный Дарфур округов Заллинги, Джебель-Марра, Вади-Салих, Мукджар, а также из состава провинции Южный Дарфур округов Кас, Эдд-аль-Фурсан и Рехед-аль-Бирди.